# Ценкер, Йонатан Карл
Йонатан Карл Ценкер (нем. Jonathan Karl Zenker; 1799—1837) — немецкий ботаник, палеоботаник и лихенолог.

## Биография
Йонатан Карл Ценкер родился в городе Зундремда 1 марта 1799 года.
Начальное образование получил у своего отца-священника, с 1813 года учился в Веймарской гимназии. В 1818 году Ценкер поступил в Йенский университет, где стал учиться теологии. В 1821 году перешёл на факультет естественных наук и медицины. В 1823 году Йонатан Карл некоторое время работал частным учителем, затем продолжил учиться в хирургическом училище в Йене. В 1825 году Ценкер получил степени кандидата и доктора медицины в Йенском университете. В 1828 году он стал профессором естествознания. В 1832 году Ценкер был назначен профессором философии, в 1836 году — полным профессором медицины.
Йонатан Карл Ценкер скончался 6 ноября 1837 года.

## Некоторые работы
- Zenker, J.K.; Dietrich, D.N.F. (1821—1825). Musci thuringici. 4 fasc.
- Zenker, J.K. (1827). Parasitae corporis humani internae seu vermes intestinales hominis.
- Zenker, J.K. (1828). Das thierische Leben und seine Formen. Ein zoologisches Handbuch zum Gebrauch academischer Vorlesungen und zum Selbststudium.
- Zenker, J.K. (1830). Die Pflanzen. 279 p.
- Zenker, J.K. (1831—1835). Merkantilische Waarenkunde. 3 vols.
- Zenker, J.K. (1833). Beiträge zur Naturgeschichte der Urwelt. 68 p.
- Zenker, J.K. (1835—1837). Plantae indicae. 2 decades.
- Zenker, J.K. (1836). Naturgeschichte schädlicher Thiere.
- Zenker, J.K.; Schlechtendal, D.F.L. von; Langethal, C.E. (1836—1855). Flora von Thüringen. 12 vols.

## Роды, названные в честь Й. К. Ценкера
- Zenkeria Trin., 1837
- Zenkeria Arn., 1838, nom. illeg. [syn.  Apuleia Mart., 1837, nom. cons.]
- Zenkeria Rchb., 1841, nom. illeg. [syn.  Parmentiera DC., 1838]